# I Got You (singel Leony Lewis)
I Got You – singel brytyjskiej piosenkarki Leony Lewis, wydany 21 lutego 2010 roku w Wielkiej Brytanii. Twórcami tekstu są Arnthor Birgisson, Max Martin i Savan Kotech, a producentem Arnthor Birgisson. Piosenka jest drugim singlem promującym drugą płytę artystki, Echo.

## Informacje o singlu
Pierwsze wykonanie "I Got You" odbyło się podczas jednego z prywatnych koncertów Leony w teatrze Hackney Empire w Londynie 2 listopada 2009 roku.

## Format wydania
Europejski CD/Download
1. ”I Got You” (single mix) – 3:46
2. ”Heartbeat” – 3:51

## Pozycje na listach
| Lista                              | Najwyższa pozycja |
| ---------------------------------- | ----------------- |
| Austria (Ö3 Austria Top 40)        | 30                |
| Belgia, Walonia (Ultratip)         | 13                |
| Belgia, Flandria (Ultratip)        | 20                |
| European Hot 100 Singles           | 43                |
| Dania (IFPI)                       | 13                |
| Niemcy (Media Control Charts       | 43                |
| Irlandia (IRMA)                    | 43                |
| Japonia (Japan Hot 100)            | 69                |
| Nowa Zelandia (RIANZ)              | 29                |
| Słowacja (IFPI)                    | 27                |
| Szwajcaria (Media Control Charts)  | 57                |
| Wielka Brytania (UK Singles Chart) | 14                |